# Casa del Fascio (Tirana)
L'ex casa del Fascio è un palazzo di Tirana sito in piazza Madre Teresa alla fine del viale dei Martiri della Nazione, inizialmente costruito come locale casa del Fascio e poi convertito in sede dell'Università Politecnica.

## Storia
L'edificio è stato progettato dagli architetti italiani Gherardo Bosio, Ferrante Orzali e Ferdinando Poggi ed è stato costruito tra il 1939 e il 1942 come terminale monumentale del costruendo viale dell'Impero presso il piazzale del Fascio (o piazzale del Littorio, divenuto poi piazza Madre Teresa) per ospitare la locale casa del Fascio di Tirana; sulla stessa piazza si affacciavano anche i palazzi della Gioventù Littoria Albanese (complesso di edifici poi adibito a sede del Museo archeologico nazionale e dell'Università di Tirana) e dell'Opera del Dopolavoro Albanese (edificio poi adibito a sede dell'Università delle Arti), entrambi progettati da Bosio, Orzali e Poggi.
Nel dopoguerra l'edificio fu adibito a sede del rettorato e di gran parte delle facoltà dell'Università Politecnica di Tirana.

## Descrizione
L'edificio si affaccia su piazza Madre Teresa presso uno dei due capi del viale dei Martiri della Nazione, sul versante del parku i Madh, e si trova in posizione rialzata rispetto al contesto circostante.